# Pseudocisti pancreatica
Una pseudocisti pancreatica è una raccolta circoscritta di fluido ricco di enzimi pancreatici, sangue e tessuto necrotico, tipicamente localizzata nella parte inferiore dell'addome. Le pseudocisti pancreatiche sono di solito complicanze della pancreatite acuta, ma possono anche essere riscontrate in soggetti con pancreatite cronica e nei bambini avvengono frequentemente in seguito a traumi addominali chiusi o penetranti. Le pseudocisti pancreatiche rappresentano circa il 75% di tutte le masse pancreatiche.

## Eziologia
Le pseudocisti pancreatiche possono verificarsi a seguito di una pancreatite acuta oppure in pazienti che hanno fattori di rischio o una storia clinica di pancreatite cronica (soggetti forti fumatori o alcolisti cronici). Le pseudocisti possono essere indotte anche da un'esacerbazione acuta di una pancreatite cronica, nel corso di un cancro del pancreas o verificarsi a seguito di una rottura a carico del sistema duttale pancreatico. Quest'ultimo è probabilmente il meccanismo che si instaura nella formazione di pseudocisti causate da un trauma addominale.

## Segni e Sintomi
Molti pazienti affetti da pseudocisti pancreatiche sono asintomatici, ma altri soggetti possono avere sintomi come dolore addominale, perdita di peso corporeo, senso di sazietà precoce, ittero ed eventuali ulteriori sintomi correlati alla malattia di base.

### Complicanze
Le complicanze di una pseudocisti pancreatica comprendono infezione, emorragia (in genere da uno pseudoaneurisma dell'arteria splenica), ostruzione e rottura. L'ostruzione da pseudocisti può verificarsi a seguito di compressione a carico del tratto gastrointestinale (dallo stomaco al colon), compressione del tratto urinario, del sistema biliare e talvolta anche del sistema artero-venoso.

## Fisiopatologia
Le pseudocisti pancreatiche sono spesso definite "false cisti" perché sono strutture o meglio raccolte contenenti liquido pancreatico e prive di parete epiteliale propria, cioè prive di un vero e proprio rivestimento epiteliale. La parete della pseudocisti è quindi costituita da tessuto fibroso infiammatorio e vascolare, risultando ben incapsulata nelle aree intorno al pancreas. 
Le pseudocisti possono richiedere fino a 4-6 settimane per formarsi completamente, e nel 40% dei casi possono risolversi spontaneamente entro un analogo periodo dalla loro diagnosi.
Distinguiamo:
- Pseudocisti pancreatiche vere: raccolte di liquidi pancreatici incapsulati, localizzati all'esterno del pancreas, con una parete ben definita e necrosi minima o nulla.
- Necrosi pancreatiche murate (WOPN): raccolte mature e incapsulate di necrosi pancreatica/peripancreatica, con parete infiammatoria ben definita, contenenti elementi liquidi e solidi, a localizzazione intra o extrapancreatica.

## Diagnosi
- Ecografia addominale: le pseudocisti pancreatiche possono essere indagate tramite questa tecnica, che tuttavia presenta molte limitazioni, in quanto il pancreas è un organo che si trova anatomicamente collocato dietro lo stomaco, pertanto la presenza di contenuto aereo/gassoso gastrico ne rende estremamente problematica la visualizzazione.[6]
- Ecografia per via endoscopica: ha un'accuratezza decisamente superiore ed è di solito sufficiente per valutare l'entità della raccolta di fluidi prima di eseguire un eventuale drenaggio. Vi si ricorre in caso di incertezza diagnostica, ad esempio tra una pseudociste pancreatica e una neoplasia cistica. Da un punto di vista ecografico una neoplasia cistica può caratterizzarsi per la presenza di sepimentazioni interne alla cavità cistica, pareti particolarmente ispessite o presenza di una massa.
- Tomografia computerizzata (TAC): rappresenta il gold standard per la valutazione iniziale ed il follow up delle pseudocisti pancreatiche. Viene eseguita con mezzo di contrasto e la sua accuratezza è normalmente sufficiente per valutare l'entità della raccolta di fluidi.
- Colangiopancreatografia a risonanza magnetica (MRCP): ha un'accuratezza diagnostica superiore rispetto alla TAC, in particolare per stabilire la relazione tra pseudocisti e i dotti pancreatici, così come per differenziare la necrosi pancreatica murata dalla pseudocisti semplice e nell'evidenziare rotture duttali e la coledocolitiasi.[7]

Il processo diagnostico viene completato dall’analisi del contenuto fluido della pseudocisti:
- Amilasi: i livelli dell’enzima nel fluido sono solitamente alti in caso di pseudocisti pancreatiche (e in genere in tutti I casi di comunicazione con il sistema duttale pancreatico); tendenzialmente bassi in caso di cancro del pancreas.[8]
- Antigene carcino-embrionale (CEA) e CEA-125: in genere a livelli bassi in presenza di una pseudociste, decisamente più elevati nei tumori del pancreas).
- Viscosità del fluido: bassa se il fluido deriva da una pseudociste ed elevata in caso di cancro pancreatico.
- Il fluido della pseudociste viene sempre inviato in laboratorio per la colorazione di Gram e l'esame colturale, in particolare se si sospetta una possibile sovrainfezione della ciste: ad esempio in caso di febbre, leucocitosi, instabilità clinica o franca sepsi, e biopsie della parete cistica sono analizzate per l'esame citologico e la ricerca di eventuali atipie cellulari, al fine di escludere una neoplasia del pancreas.

### Diagnosi differenziale
La diagnosi differenziale deve essere posta con neoplasie cistiche pancreatiche, neoplasie solide pancreatiche ad evoluzione cistica, forme di cisti pancreatiche non neoplastiche.

## Trattamento
Il trattamento delle pseudocisti pancreatiche deve necessariamente tenere conto dei sintomi accusati dal paziente, delle caratteristiche e della posizione delle pseudocisti, e dovrebbe essere indirizzato a minimizzare il rischio di qualsiasi complicanza (in circa il 10% dei casi le pseudocisti si infettano).
Inoltre spesso le pseudocisti tendono a rompersi: in particolare le cisti più grandi hanno una maggiore probabilità di rompersi così come di diventare sintomatiche.
I pazienti con pseudocisti pancreatiche e sintomatologia minima o nulla (e nessuna evidenza di uno pseudoaneurisma) possono essere osservati clinicamente e ripetere periodicamente l’imaging radiologico. In molti di questi pazienti le pseudocisti possono ridursi in volume o scomparire entro 1 anno.
Nei pazienti in follow-up sembra ragionevole eseguire una scansione TAC con mezzo di contrasto o una colangio risonanza magnetica ogni tre-sei mesi. Ẻ invece opportuno ripetere un esame di imaging radiologico prima di tre mesi se il paziente viene a sviluppare una sintomatologia sospetta di una complicanza, quale dolore addominale, brividi, ittero, sazietà precoce o febbre.
Il trattamento iniziale può comprendere misure conservative e di supporto, come la messa a riposo dell’intestino (NPO - Nihil per os), la nutrizione parenterale totale (NPT) e la costante osservazione, associate a terapia farmacologica. Può essere opportuno eseguire una curva enzimatica dell’amilasi, monitorandone in modo seriato le concentrazioni. Se i sintomi non migliorano entro 6 settimane, può essere appropriato avviare il paziente all'intervento chirurgico. 
In particolare: 
- L'alimentazione nasoenterica può alleviare il dolore, migliorando lo stato nutrizionale e riducendo la necessità di un intervento in endoscopia.[11][12]
- Gli inibitori della pompa protonica (omeprazolo, pantoprazolo ed altri ) possono essere somministrati per via endovenosa o orale al fine di ridurre la secrezione di acido cloridrico da parte dello stomaco così da ridurre la risposta secretoria di bicarbonato da parte del pancreas.

Il trattamento chirurgico comprende:
- Drenaggio per via endoscopica di una pseudocisti pancreatica da parte di un endoscopista esperto. Tale drenaggio può essere eseguito 1) per via transmurale, cioè creando un accesso fra la cisti e la parete gastrica o duodenale, andando a dilatare questo accesso e posizionando successivamente uno o più stent; 2) per via transpapillare, generalmente eseguendo una sfinterotomia pancreatica e andando a posizionare uno stent pancreatico che comunica con il dotto pancreatico, per drenare le cisti. Questi trattamenti per via endoscopica generalmente danno luogo ad un buon tasso di risoluzione del disturbo (circa l'80%), con un tasso di recidive accettabile (circa il 10-15%).[13][14][15]
- Cistodigiunostomia: con questa procedura viene creata una comunicazione tra la cisti e l'intestino tenue in modo che il fluido della cisti si riversi direttamente nell'intestino tenue.[16]
- Cistoduodenostomia: con questa procedura viene creata una comunicazione tra il duodeno (il primo tratto dell'intestino) e la cisti per consentire il drenaggio del contenuto della cisti nel duodeno.[17] Il tipo di procedura chirurgica dipende dalla posizione della cisti. Per le pseudocisti che si verificano nella testa del pancreas si esegue di solito una cistoduodenostomia.[18]